# 味方隆司
味方 隆司（あじかた りゅうじ、1月9日 - ）は、日本で活動するミュージカル俳優および演出スーパーバイザーである。劇団四季所属。静岡県御殿場市出身。

## 来歴
日本工学院専門学校演劇科を6期として卒業後の1982年に劇団四季研究所へ20期生として入所する。同期入所には坂本里咲、志村幸美、土居裕子などがいる。
1983年にアンデルセン物語で初舞台出演を果たし以降多くの作品に出演している。
2015年のマンマ・ミーア!名古屋公演からは演出スーパーバイザー助手となり、2016年のコーラスライン東京公演では初めて演出スーパーバイザーに就任している。

## 主な出演

### 舞台
- アンデルセン物語/アンデルセン（アンサンブル、ハンス・クリスチャン・アンデルセン）
- コーラスライン（ポール、ザック）
- キャッツ（マンゴジェリー、スキンブルシャンクス）
- この生命誰のもの（森山敬二）
- ジョン万次郎の夢（ジョン万次郎）
- 夢から醒めた夢（夢の配達人）
- はだかの王様（王様、スリッパ）
- 魔法をすてたマジョリン（ニラミンコ）
- アルデールまたは聖女（伯爵[1]）
- マンマ・ミーア!（ハリー・ブライト）
- サウンド・オブ・ミュージック（マックス）
- 恋におちたシェイクスピア (劇団四季)(ティルニー)
- リトルマーメイド （セバスチャン）
- パリのアメリカ人（ムッシュ・ボーレル）

- 劇団四季 The Bridge〜歌の架け橋〜(男性1枠)
- バケモノの子（百秋坊）[2]
- ゴースト＆レディ（ハーバード戦時大臣）

### スーパーバイザー
- マンマ・ミーア!（2015年名古屋公演助手、2016年東京公演助手）
- エルコスの祈り（2015年東京公演助手、2016年全国公演助手）
- コーラスライン（2015年東京公演）
- 王子とこじき（2016年全国公演）